# 藤原良基
藤原 良基（ふじわら の よしもと）は、平安時代中期から後期にかけての公卿。藤原北家、権中納言・藤原良頼の子。官位は従二位・参議。

## 経歴
後朱雀朝初頭の長元10年（1037年）従五位下に叙爵し、侍従に任官する。長暦4年（1040年）左兵衛佐次いで右近衛少将に任ぜられると、長久3年（1042年）正五位下、長久5年（1044年）従四位下と、後朱雀朝では少将を務める傍らで昇進を重ねる。
後冷泉朝に入ると昇進が遅滞し、少将在任が20年近くに亘った末、康平2年（1059年）になってようやく右近衛権中将に昇任される。また、康平7年（1064年）には春宮亮に任ぜられ、春宮・尊仁親王にも仕えている。
治暦4年（1068年）4月に尊仁親王が即位（後三条天皇）すると良基は蔵人頭に任ぜられ、7月には春宮亮の功労によって正四位下に叙せられ、12月には参議に補せられて公卿に列した。その後も、治暦5年（1069年）従三位次いで正三位、延久2年（1070年）従二位と後三条朝で急速な昇進を果たす傍ら、春宮権大夫として、春宮・貞仁親王にも仕えた。
延久3年（1071年）大宰大弐に任ぜられて九州へ下向する。延久4年（1073年）貞仁親王が即位（白河天皇）するが、良基に春宮権大夫としての特別な昇叙はなされず、逆に白河朝では藤原実季・源経信に権中納言昇進で先を越されている。
承保2年（1075年）閏4月19日に赴任先の大宰府で薨去。享年53。最終官位は参議従二位兼大宰大弐。

## 官歴
注記のないものは『公卿補任』による。
- 長元10年（1037年） 4月27日：従五位下（氏爵）。11月5日：阿波権守。閏12月13日：侍従
- 長暦4年（1040年） 正月25日：左兵衛佐。12月21日：右近衛少将[1]
- 長久2年（1041年） 正月5日：従五位上（少将労）。正月26日：兼美作権守。3月27日：兼伊予介[1]
- 長久3年（1042年） 正月5日：正五位下（脩子内親王御給）
- 長久4年（1043年） 正月9日：五位蔵人
- 長久5年（1044年） 正月7日：従四位下（少将労）[1]
- 寛徳2年（1045年） 4月24日：止伊予介[1]
- 永承2年（1047年） 正月28日：播磨介[1]
- 永承6年（1051年） 正月27日：止播磨介[1]
- 永承7年（1052年） 2月26日：備中権介[1]
- 天喜4年（1056年） 2月3日：止備中権介[1]。10月29日：皇太后宮亮（皇太后・禎子内親王）
- 康平2年（1059年） 2月13日：右近衛権中将[1]
- 康平5年（1062年） 正月30日：備中権介[1]
- 康平7年（1064年） 10月16日：春宮亮（春宮・尊仁親王）、止皇太后宮亮
- 治暦2年（1066年） 2月8日?：止備中権介[1]
- 治暦3年（1067年） 2月6日：兼周防権介
- 治暦4年（1068年） 4月19日：蔵人頭（受禅日）、止春宮亮。7月19日：正四位下（先坊労）[1]。11月9日：兼近江介。12月29日：参議、止兼官
- 治暦5年（1069年） 正月5日：従三位（悠紀国司）。4月28日：春宮権大夫（春宮・貞仁親王）。8月16日：正三位（院別当、行幸賞）
- 延久2年（1070年） 正月29日：周防権守。12月26日：従二位
- 延久3年（1071年） 4月9日：大宰大弐
- 延久4年（1072年） 12月8日：止権大夫（践祚）
- 承保2年（1075年） 閏4月19日：薨去（任所。参議従二位兼大宰大弐）

## 系譜
『尊卑分脈』による。
- 父：藤原良頼
- 母：源経房の娘
- 妻：平範国の娘
  - 男子：藤原隆宗（1045-1102）
  - 男子：藤原宗季
- 生母不詳の子女
  - 男子：慶覚
  - 男子：覚基
  - 男子：覚信
  - 男子：覚尊